# Gamlebyen kirke

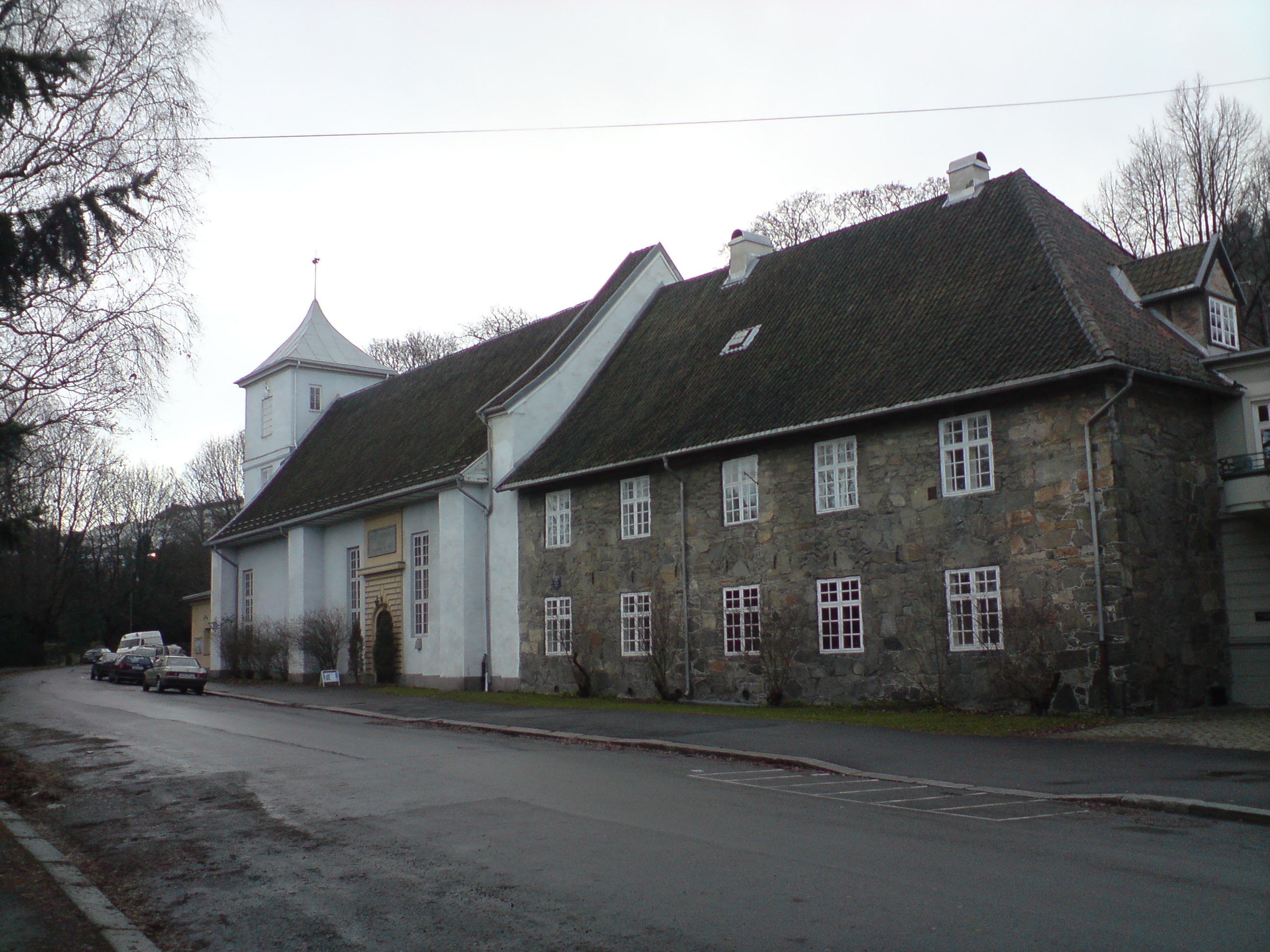
Gamlebyen kirke och Gråsteinsbygningen, 2007

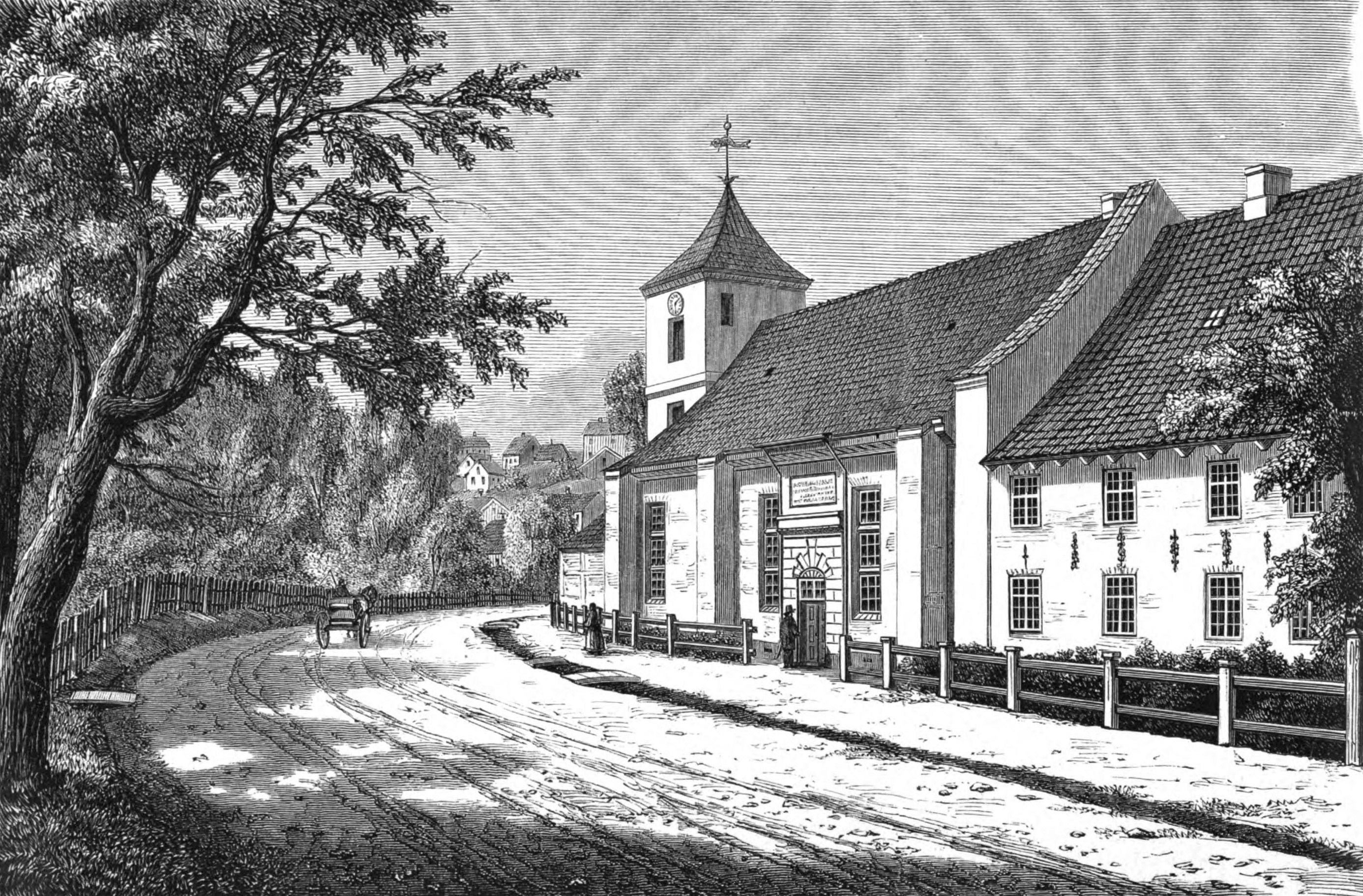
Oslo kyrka omkring 1870

Gamlebyen kirke är en norsk kyrkobyggnad vid Ekebergsveien i Medeltidsstaden i  Oslo. Dagens kyrkobyggnad uppfördes 1796 som sjukhuskyrka för Oslo Hospital, delvis byggd på grunden till Franciskanklostret i Oslo klosterkyrka från omkring 1290.
Kyrkan hyrdes tidigare ut till Oslo kirkelige fellesråd för att vara församlingskyrka för Gamlebyen menighet i Oslo domprosti. Fram till 1925 kallades den Oslo kirke. Gamlebyen kirke är ett byggnadsminne.

## Historik
Klosterkyrkan som byggdes i slutet av 1200-talet, var en av Oslos tidigaste tegelbyggnader. Tegelstenen brändes på Hertig Håkons tegelbruk, som låg vid mynningen av Alnaelva. 
Efter reformationen 1536 blev kyrkan omgjord till hospital. Den totalförstördes vid svenskarnas angrepp på Oslo 1567. På kormurarna uppfördes 1581 ett hospital. Byggnaden var uppdelat i flera våningar, och dess bottenvåning användes som kyrka. Intill byggdes Gråsteinsbygningen och senare under 1700-talet flera andra byggnader, bland andra Dollhuset för psykiatriska patienter. 
År 1734 byggdes en helt ny tegelkyrka på medeltidskyrkans kyrkoskepps grundmurar. Denna brann 1794, varpå den återuppbyggdes 1796, också i tegel.
På 1800-talet byggdes kyrkan om vid flera tillfällen. Åren 1934–1939 restaurerades den av Wilhelm Krause Essendrop, varvid den återställdes mot ett mer ursprungligt utseende.